# Cacia triangulifera
Cacia triangulifera là một loài bọ cánh cứng trong họ Cerambycidae.